# Inkpen Common
Inkpen Common – osada w Anglii, w hrabstwie ceremonialnym Berkshire, w dystrykcie (unitary authority) West Berkshire. Leży 35 km na zachód od centrum miasta Reading i 94 km na zachód od centrum Londynu.